# 큐브 2: 사워브리튼
큐브 2: 사워브리튼(Cube 2: Sauerbraten)은 크로스 플랫폼의 퀘이크 유형의 1인칭 슈팅 게임으로, 마이크로소프트 윈도우, 리눅스, FreeBSD, OpenBSD, 맥 OS X, OpenGL, SDL 환경에서 구동된다.
이 게임은 일인용, 다인용 게임플레이를 제공하며 게임 내 레벨 에디터를 포함하고 있다. 게임 엔진은 zlib 라이선스 하의 자유-오픈 소스 소프트웨어이다. 개발사의 비즈니스 부서인 닷3 랩스의 상업적 지원을 받는다.